# Acropeltidae
De Acropeltidae zijn een familie van zee-egels (Echinoidea) uit de orde Arbacioida.

## Geslachten
- Acropeltis L. Agassiz, 1838 †
- Goniopygus L. Agassiz, 1838 †
- Mimiosalenia Smith, 1995 †